# 加尔·玛格达
加尔·玛格达（匈牙利語：Gál Magda，1907年—1990年），匈牙利及美国女子乒乓球运动员。她曾在世界乒乓球锦标赛上获得8枚银牌和12枚铜牌。她于1939年因为自身的犹太血统而逃往美国。